# Foveon X3
Foveon X3 je obrazový snímač pro digitální fotoaparáty využívající technologii CMOS. Byl vyvinut firmou Foveon (v listopadu 2008 odkoupena společností Sigma Corporation) a představen v roce 2002 jako převratný typ snímače, který změní vývoj digitální fotografie. Foveon X3 je na rozdíl od běžných CCD a CMOS snímačů používaných v digitálních fotoaparátech schopen zaznamenat úplnou barevnou informaci pro každý obrazový bod.

## Princip činnosti

Absorbování barev ve vrstvách křemíku a schematický průřez pixelem snímače Foveon X3

Princip je založen na skutečnosti, že různé vlnové délky světla pronikají do rozdílných křemíkových vrstev – tedy do různé hloubky. Tento čip se tedy skládá ze tří vrstev pixelů umístěných v křemíku. Každá vrstva světlocitlivých buněk zachycuje jinou barevnou složku světla podle toho, do jaké vrstvy proniká. Horní vrstva zachycuje modrou složku, prostřední vrstva zelenou a spodní červenou složku. Pro každý obrazový bod je tak k dispozici informace o všech barevných kanálech RGB. Algoritmus pro zpracování obrazu následně složí z těchto tří kanálů informaci o výsledné barvě daného pixelu.
Jelikož je každá vrstva zachycující jednu z barev v podstatě samostatným snímačem, lze pozorovat určitou principiální podobnost s tříčipovým snímáním, které je běžné hlavně u videokamer. V případě Foveonu X3 jsou ovšem všechny tři snímače integrovány do jednoho.
Na levé části obrázku je vidět, do jaké hloubky křemíku jsou různé barvy schopny pronikat - barvy s delší vlnovou délkou (červená) proniknou hlouběji než barvy s kratší vlnovou délkou (modrá). Tomu je přizpůsobeno pořadí a síla jednotlivých vrstev snímače (pravá část obrázku).

## Srovnání se snímači s Bayerovou maskou
Naprostá většina digitálních fotoaparátů využívá snímače s Bayerovou maskou, které mají zcela odlišnou konstrukci v porovnání s Foveonem X3. Jednotlivé světlocitlivé buňky tradičních snímačů jsou schopny rozpoznat pouze jas, barvu nikoli. Proto jsou tyto klasické čipy pokryty mozaikou barevných filtrů (Bayerova maska) podle modelu RGB (červená, zelená, modrá) – pro každý pixel snímače jeden filtr, který propouští pouze jednu barvu. To znamená, že aby byla informace o barvě každého pixelu kompletní, musí se dopočítávat ze sousedních pixelů – pomocí tzv. interpolace. Výsledný obraz je tak vždy pouze zprůměrovaný. Pro odstranění nevyžádaných vad obrazu (artefaktů), které by mohly vznikat u tohoto typu senzoru, se používá tzv. anti-aliasing filtr. Ten obraz mimo jiné také jemně rozostřuje. Pokud by toto nebylo korigováno doostřujícím algoritmem, výsledné surové snímky přímo ze senzoru by nebyly nikdy zcela ostré. Naproti tomu Foveon X3 disponuje úplnou barevnou informací pro každý jednotlivý pixel, takže z důvodu průměrování obrazových informací nemohou vznikat žádné artefakty.

### Rozlišení
U fotoaparátu Sigma SD1 Merrill využívajícího nejnovější snímač Foveon X3 uvádí výrobce rozlišení 46 Mpix. V porovnání s klasickými CCD a CMOS snímači toto není počet pixelů výsledné fotografie. Výsledná fotografie má rozlišení 4800 x 3200 pixelů, tedy 15,36 Mpix. Rozdíl mezi uváděným a skutečným rozlišením je způsoben tím, že každý obrazový bod je zaznamenán celkem třikrát – na každé ze tří vrstev jednou. Proto výrobce počítá celkové rozlišení 4800 x 3200 x 3 vrstvy.

## Fotoaparáty využívající Foveon X3

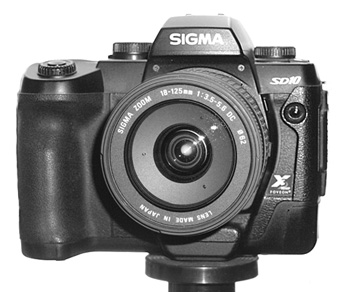
Zrcadlovka Sigma SD10 používá senzor Foveon X3

### Kompakty
- Polaroid X530 – 4,5 Mpix (1420 x 1060 x 3)[8]
- Série Sigma DP2
  - Sigma DP2 – 14,06 Mpix (2652 x 1768 x 3)
  - Sigma DP2s – 14,06 Mpix (2652 x 1768 x 3)
  - Sigma DP2x – 14,06 Mpix (2652 x 1768 x 3)
  - Sigma DP2 Merrill – 46,08 Mpix (4800 x 3200 x 3)
- Série Sigma DP1
  - Sigma DP1 – 14,06 Mpix (2652 x 1768 x 3)
  - Sigma DP1s – 14,06 Mpix (2652 x 1768 x 3)
  - Sigma DP1x – 14,06 Mpix (2652 x 1768 x 3)
  - Sigma DP1 Merrill – 46,08 Mpix (4800 x 3200 x 3)

### Zrcadlovky
- Sigma SD9 – 10,2 Mpix (2268 x 1512 x 3)
- Sigma SD10 – 10,2 Mpix (2268 x 1512 x 3)
- Sigma SD14 – 14,06 Mpix (2652 x 1768 x 3)
- Sigma SD15 – 14,06 Mpix (2652 x 1768 x 3)
- Sigma SD1 – 46,08 Mpix (4800 x 3200 x 3)
- Sigma SD1 Merrill – 46,08 Mpix (4800 x 3200 x 3)[9][10][11]